# I Feel Loved
I Feel Loved – singel zespołu Depeche Mode promujący album Exciter. Stroną B singla jest utwór "Dirt" (będący coverem utworu grupy The Stooges).

## Wydany w krajach
- Benelux (12", CD)
- Francja (12", CD, CD-R)
- Kanada (CD)
- Niemcy (CD-R)
- Skandynawia (12", CD, CD-R)
- Unia Europejska (12", CD)
- USA (7", 12", 2x12", CD, CD-R, 2xCD-R)
- Wielka Brytania (12", CD, CD-R)

## Informacje
- Nagrano w 2000
- Produkcja: Mark Bell
- Teksty i muzyka: "I Feel Loved" – Martin Lee Gore, "Dirt" – Ron Asheton, Scott Asheton, Dave Alexander i Iggy Pop

## WydaniaMute
- 12 BONG 31 wydany 2001
  1. I Feel Loved (Danny Tenaglia's Labor of Love Edit) –
  2. I Feel Loved (Danny Tenaglia's Labor of Love Dub) – 11:56

- L12 BONG 31 wydany 2001
  1. I Feel Loved (Umek mix) –
  2. I Feel Loved (Thomas Brinkmann mix) –
  3. I Feel Loved (Chamber's Remix) –

- P12 BONG 31 wydany 2001
  1. I Feel Loved (Danny Tenaglia's Labor of Love mix) –
  2. I Feel Loved (Danny Tenaglia's Labor of Love Instrumental) –

- PL12 BONG 31 wydany 2001
  1. I Feel Loved (Danny Tenaglia's Labor of Love Dub) –
  2. I Feel Loved (Desert After Hours Dub) –
  3. I Feel Loved (Danny Tenaglia's Labor of Love Edit) –

- PXL12 BONG 31 wydany 2001
  1. I Feel Loved (Umek Mix) –
  2. I Feel Loved (Thomas Brinkmann Remix) –
  3. I Feel Loved (Chamber's Remix) –

- PXL12 BONG 31 wydany 2001
  1. I Feel Loved (Umek Mix) –
  2. I Feel Loved (Thomas Brinkmann Mix) –
  3. I Feel Loved (Chamber's Mix) –

- CD BONG 31 wydany 2001
  1. I Feel Loved –
  2. Dirt –
  3. I Feel Loved (Extended Instrumental) –

- LCD BONG 31 wydany 2001
  1. I Feel Loved (Danny Tenaglia's Labor of Love Edit) –
  2. I Feel Loved (Thomas Brinkmann Mix) –
  3. I Feel Loved (Chamber's Remix) –

  - Multimedia
    1. In the studio with Mark Bell & Gareth Jones
    2. 1st Exciter photo shoot with Anton Corbijn
    3. 2nd Exciter photo shoot with Anton Corbijn
    4. At the Dream On video shoot with S. Sedoui

- CDS BONG 31 wydany 2001
  1. I Feel Loved (Danny Tenaglia's Labor of Love Edit) –
  2. Dirt (Thomas Birnkmann Mix) –

- RCD BONG 31 wydany 2001
  1. I Feel Loved (Danny Tenaglia's Labor of Love Radio Edit) –
  2. I Feel Loved (Danny Tenaglia's Labor of Love Edit) –

- CD(R) BONG 31 wydany 2001
  1. I Feel Loved –
  2. Dirt –
  3. I Feel Loved (Extended Instrumental Version) –
  4. I Feel Loved (Danny Tenaglia's Labor of Love Edit) –
  5. I Feel Loved (Thomas Birnkmann Mix) –
  6. I Feel Loved (Chamber's Remix) –
  7. I Feel Loved (Danny Tenaglia's Labor of Love Mix) –
  8. I Feel Loved (Danny Tenaglia's Labor of Love Instrumental) –
  9. I Feel Loved (Umek Remix) –

- CD(R) BONG 31 wydany 2001
  1. I Feel Loved (7" Edit With Fade) –
  2. I Feel Loved (7" Edited TV Track) –
  3. I Feel Loved (7" Edited Instrumental) –
  4. I Feel Loved (7" Edit With Dead Stop) –
  5. I Feel Loved (7" Edited TV Track With Dead Stop) –
  6. I Feel Loved (7" Edited Instrumental With Dead Stop) –
  7. I Feel Loved (Full Length Version) –
  8. I Feel Loved (Full Length Instrumental) –
  9. I Feel Loved (Full TV Track) –
  10. I Feel Loved (Full Length With Keys Up) –
  11. I Feel Loved (Full Length With Keys Down) -

## WydaniaMute/Reprise
- PRO-A-100714 wydany 2001
  1. I Feel Loved (Danny Tenaglia's Labor of Love Mix) –
  2. I Feel Loved (Thomas Birnkmann Mix) –
  3. I Feel Loved (Extended Instrumental) –

- PRO-CD-100714 wydany 2001
  1. I Feel Loved (Remix by Bon Harris and Sean Beaven) –
  2. I Feel Loved (Danny Tenagila Labor of Love Radio Edit by Roland Brown) –
  3. I Feel Loved (Album Edit) –

## Twórcy

### Depeche Mode
- David Gahan - wokale główne
- Martin Gore - syntezator, chórki
- Andrew Fletcher - syntezator, gitara basowa, chórki

### Pozostali
- Mark Bell - produkcja, syntezator, automat perkusyjny
- Airto Moreira - instrumenty perkusyjne